# Weltmeisterschaften im Modernen Fünfkampf 1967
1967 fanden die Weltmeisterschaften im Modernen Fünfkampf in Jönköping, Schweden, statt.

## Herren

### Einzel
| Platz | Land        | Sportler        |
| ----- | ----------- | --------------- |
| 1     | Ungarn      | András Balczó   |
| 2     | Sowjetunion | Stasys Šaparnis |
| 3     | Schweden    | Björn Ferm      |

### Mannschaft
| Platz | Land        | Sportler                                              |
| ----- | ----------- | ----------------------------------------------------- |
| 1     | Ungarn      | András Balczó Ferenc Török István Móna                |
| 2     | Schweden    | Björn Ferm Hans Jacobsson Hans-Gunnar Liljenwall      |
| 3     | Sowjetunion | Borys Onyschtschenko Stasys Šaparnis Eduard Sdobnikow |

## Medaillenspiegel
| Platz | Land        | Goldmedaille | Silbermedaille | Bronzemedaille |
| 1     | Ungarn      | 2            | –              | –              |
| 2     | Sowjetunion | –            | 1              | 1              |
| 2     | Schweden    | –            | 1              | 1              |